# Camí de la Retirada

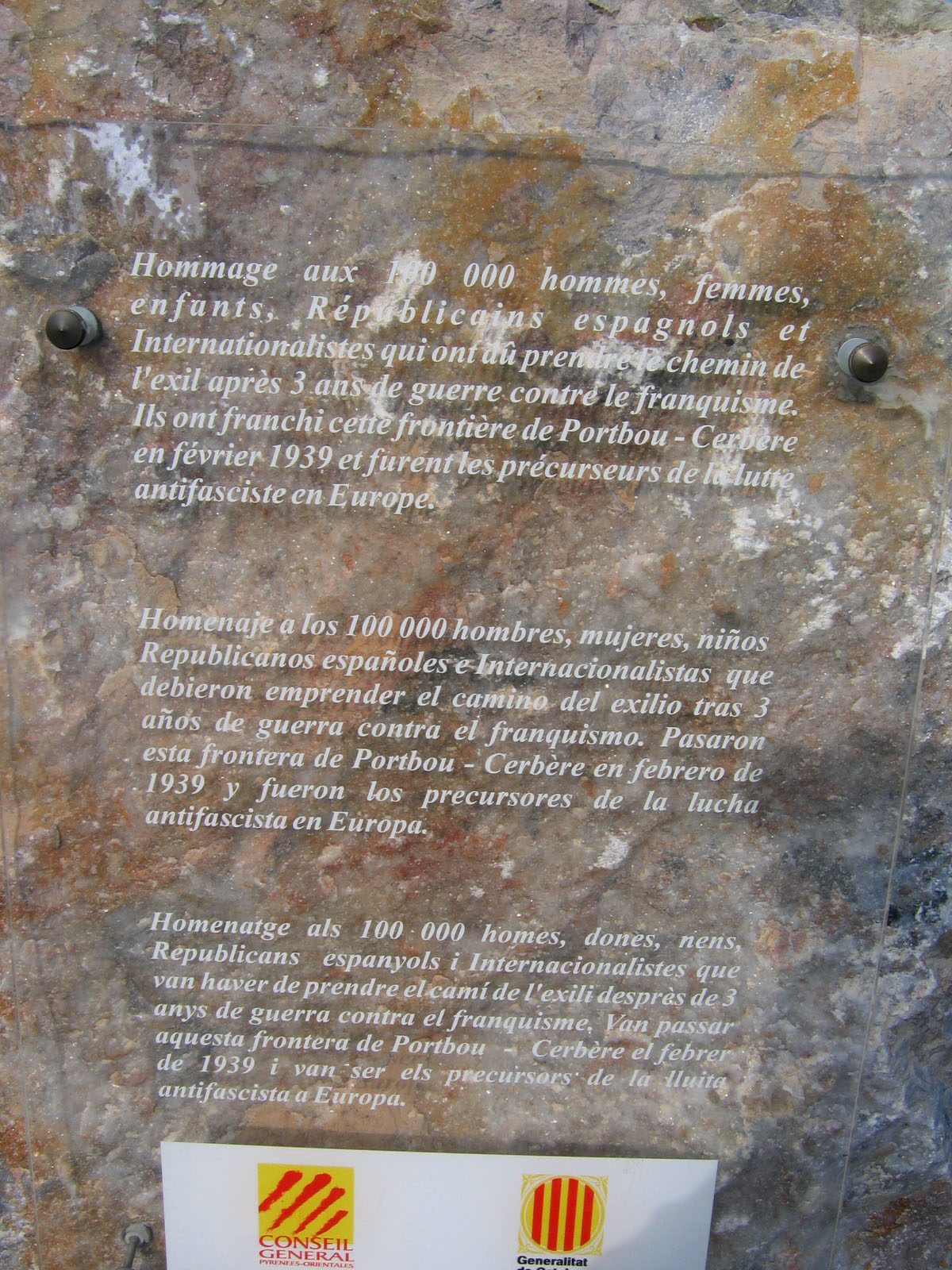
Homenatge al coll dels Belitres dedicat als "republicans i internacionalistes" que van travessar el Pirineu per Portbou-Cervera en febrer de 1939

El “camí de la Retirada” es refereix a les rutes i camins que seguiren els exiliats, tant civils com militars, durant la retirada, per travessar la frontera en direcció a França, durant "la retirada", de l'èxode republicà cap a l'altra banda dels Pirineus a partir de l'hivern de 1939, quan Barcelona va caure en mans dels franquistes durant la Guerra Civil espanyola el 26 de gener. Es pot dir que hi hagué molts “camins de la Retirada”, alguns més transitats i d'altres menys. Un dels més coneguts, però, i probablement el més important, és el camí de la Retirada que va des de Molló a Prats de Molló passant pel coll d'Ares. Aquest té una distància aproximada de 14 quilòmetres, i un desnivell positiu de 555 metres i negatiu de 990 metres. Es calcula que entre 85.000 i 95.000 persones van travessar aquests cims entre el gener i el març de 1939.
Aquests camins de la retirada, que han tingut una transcendència destacada en la història de Catalunya, durant la Guerra Civil espanyola i l'exili del franquisme, amb el temps, en els darrers anys, se'ls ha volgut rememorar i recuperar com a part de la història mitjançant diversos projectes d'arranjament i senyalització. Des dels ajuntaments implicats i des d'associacions de caràcter històric i cultural també s'han organitzat diverses trobades per recórrer i resseguir aquests camins carregats d'història.